# Canton de Tallard
Le canton de Tallard est une circonscription électorale française située dans le département des Hautes-Alpes et la région Provence-Alpes-Côte d'Azur.
À la suite du redécoupage cantonal de 2014, les limites territoriales du canton sont remaniées et le nombre de communes du canton passe de 9 à 19.

## Histoire
À la suite du décret du 20 février 2014, le canton a été remodelé pour les élections départementales de 2015. Les nouvelles communes sont issues des anciens cantons de Barcillonnette, cinq issues de celui de La Bâtie-Neuve et deux issues de celui de canton de Gap-Campagne.

## Géographie
Ce canton est organisé autour de Tallard dans l'arrondissement de Gap. Son altitude varie de 548 m (Lardier-et-Valença) à 2 000 m (Sigoyer) pour une altitude moyenne de 847 m.

## Représentation

### Conseillers généraux de 1833 à 2015
| Période | Période          | Identité                  | Étiquette              | Qualité |
| ------- | ---------------- | ------------------------- | ---------------------- | --- |
| 1833    | 1833 (démission) | Pascal Joseph Faure       | Gauche dynastique      | Avocat Député (1831-1837, 1848-1851, 1852-1863) Elu également dans le Canton de Gap, dans le Canton d'Aiguilles et dans le Canton de Saint-Firmin |
| 1833    | 1846             | Honoré Bucelle            | Majorité ministérielle | Juge au Tribunal de Gap Elu également dans le Canton d'Aiguilles Ancien député (1820-1823 et 1824-1827)                                           |
| 1846    | 1848             | Clément Amat (1816-1895)  |                        | Avocat à Gap |
| 1848    | 1852             | Daniel Faure              |                        | Notaire à Tallard |
| 1852    | 1856             | Alphone Martel            |                        | Propriétaire, maire de Tallard |
| 1856    | 1889             | Clément Amat              |                        | Avocat, maire de Gap |
| 1889    | 1895             | Ferdinand Jouglard        | Républicain            | Notaire à Gap |
| 1895    | 1927 (décès)     | Valentin Chabrand         | Rad.puis RG            | Banquier à Gap |
| 1927    | 1940             | Jean Tourrès              | RG puis PSF            | Minotier à Gap Membre de la Commission administrative des Hautes-Alpes (1941-1942) Nommé conseiller départemental en 1942                         |
|         |                  |                           |                        | |
| 1945    | 1961             | Jean Magallon (1890-1971) | SFIO                   | Docteur vétérinaire, directeur des services vétérinaires de l'Isère Ancien maire de Tallard (1929-1941), ancien conseiller d'arrondissement       |
| 1961    | 1998             | Marcel Lesbros            | CNIP puis UDF          | Médecin Président du Conseil Général (1982-1998) Sénateur (1989-2007) Maire de Châteauvieux (1956-1977) puis de La Saulce                         |
| 1998    | 2015             | Jean-Michel Arnaud        | UDF puis UMP           | Maire de Tallard Premier Vice-Président du Conseil Général sénateur-suppléant (2008-2020)                                                         |

### Conseillers d'arrondissement (de 1833 à 1940)
| Période                                  | Période      | Identité                       | Étiquette | Qualité |
| ---------------------------------------- | ------------ | ------------------------------ | --------- | --- |
| 1833                                     | 1836         | Antoine Martel                 |           | Procureur du Roi à Sisteron                                                                                 |
| 1836                                     | 1842         | Jean-Pierre Soubra (1782-1860) |           | Notaire à Tallard                                                                                           |
| 1842                                     | 1848         | M. Faure                       |           | Notaire à Tallard                                                                                           |
|                                          |              |                                |           | |
| av.1869                                  | 1878 (décès) | M. Martel                      |           | Notaire à La Saulce                                                                                         |
|                                          |              |                                |           | |
| av.1893                                  | 1902 (décès) | Hippolyte Arène                |           | Maire de La Saulce, suppléant du juge de paix                                                               |
|                                          |              |                                |           | |
| 1904                                     |              | Félix Chevallier               |           | Juge de paix à Barcillonnette                                                                               |
|                                          |              |                                |           | |
| 1937                                     | 1940         | Jean Magallon                  | SFIO      | Docteur vétérinaire, maire de Tallard                                                                       |
| 1940                                     |              |                                |           | Les conseils d'arrondissement ont été suspendus par la loi du 12 octobre 1940 et n'ont jamais été réactivés |
| Les données manquantes sont à compléter. |              |                                |           | |

### Conseillers départementaux après 2015
| Période élective | Période élective | Mandat | Mandat   | Identité              | Nuance | Nuance | Qualité                                                                                   |
| ---------------- | ---------------- | ------ | -------- | --------------------- | ------ | ------ | ----------------------------------------------------------------------------------------- |
| 2015             | 2021             | 2015   | 2021     | Rémy Oddou-Stefanini  |        | DVG    | Maire de Lettret                                                                          |
| 2015             | 2021             | 2015   | 2021     | Patricia Vincent      |        | DVG    | chef de projet à la Région auprès du directeur du développement du territoire, Fouillouse |
| 2021             | 2028             | 2021   | en cours | Jean-Baptiste Aillaud |        | DVD    | Professeur d'Anglais, maire de Châteauvieux depuis 2008                                   |
| 2021             | 2028             | 2021   | en cours | Séverine Rambaud      |        | LR     | Agent territoriale spécialisée des écoles maternelles, adjointe au maire de Pelleautier   |

#### Élections de mars 2015
À l'issue du premier tour des élections départementales de 2015, trois binômes sont en ballottage : Jean-Michel Arnaud et Dominique Boubault (Union de la Droite, 42,2 %), Rémy Oddou et Patricia Vincent (Divers, 30,24 %) et Roger Grimaud et Noëlle Stefani (DVD, 27,56 %). Le taux de participation est de 63,2 % (4 892 votants sur 7 741 inscrits) contre 54,61 % au niveau départemental et 50,17 % au niveau national.
Au second tour, Rémy Oddou et Patricia Vincent (Divers) sont élus avec 52,52 % des suffrages exprimés et un taux de participation de 64,76 % (2 462 voix pour 5 014 votants et 7 742 inscrits).

#### Élections de juin 2021
Le premier tour des élections départementales de 2021 est marqué par un très faible taux de participation (33,26 % au niveau national). Dans le canton de Tallard, ce taux de participation est de 49,8 % (4 156 votants sur 8 345 inscrits) contre 41,95 % au niveau départemental. À l'issue de ce premier tour,  le binôme constitué de Jean-Baptiste Aillaud et Séverine Rambaud (DVD, 58,98 %), est élu avec 58,98 % des suffrages exprimés.

## Composition

### Composition avant 2015
Le canton de Tallard regroupait neuf communes.
| Nom                 | Code Insee | Codepostal | Superficie (km2) | Population (dernière pop. légale) | Densité (hab./km2) |
| ------------------- | ---------- | ---------- | ---------------- | --------------------------------- | ------------------ |
| Tallard (chef-lieu) | 05170      | 05130      | 15,02            | 2 020 (2012)                      | 134                |
| Châteauvieux        | 05037      | 05000      | 7,07             | 464 (2012)                        | 66                 |
| Fouillouse          | 05057      | 05130      | 7,24             | 202 (2012)                        | 28                 |
| Jarjayes            | 05068      | 05130      | 22,67            | 418 (2012)                        | 18                 |
| Lardier-et-Valença  | 05071      | 05110      | 14,86            | 312 (2012)                        | 21                 |
| Lettret             | 05074      | 05130      | 4,20             | 176 (2012)                        | 42                 |
| Neffes              | 05092      | 05000      | 8,36             | 749 (2012)                        | 90                 |
| La Saulce           | 05162      | 05110      | 7,89             | 1 319 (2012)                      | 167                |
| Sigoyer             | 05168      | 05130      | 24,38            | 646 (2012)                        | 26                 |

### Composition depuis 2015
Le nouveau canton de Tallard regroupait dix-neuf communes à sa création.
| Nom                             | Code Insee | Intercommunalité             | Superficie (km2) | Population (dernière pop. légale) | Densité (hab./km2) | Modifier                                    |
| ------------------------------- | ---------- | ---------------------------- | ---------------- | --------------------------------- | ------------------ | ------------------------------------------- |
| Tallard (bureau centralisateur) | 05170      | CA Gap-Tallard-Durance       | 15,02            | 2 272 (2022)                      | 151                | modifier les données · modifier les données |
| Avançon                         | 05011      | CC Serre-Ponçon Val d'Avance | 22,57            | 418 (2022)                        | 19                 | modifier les données · modifier les données |
| Barcillonnette                  | 05013      | CA Gap-Tallard-Durance       | 19,51            | 140 (2022)                        | 7,2                | modifier les données · modifier les données |
| La Bâtie-Vieille                | 05018      | CC Serre-Ponçon Val d'Avance | 9,05             | 325 (2022)                        | 36                 | modifier les données · modifier les données |
| Châteauvieux                    | 05037      | CA Gap-Tallard-Durance       | 7,07             | 536 (2022)                        | 76                 | modifier les données · modifier les données |
| Esparron                        | 05049      | CA Gap-Tallard-Durance       | 24,11            | 56 (2022)                         | 2,3                | modifier les données · modifier les données |
| Fouillouse                      | 05057      | CA Gap-Tallard-Durance       | 7,24             | 274 (2022)                        | 38                 | modifier les données · modifier les données |
| La Freissinouse                 | 05059      | CA Gap-Tallard-Durance       | 8,32             | 948 (2022)                        | 114                | modifier les données · modifier les données |
| Jarjayes                        | 05068      | CA Gap-Tallard-Durance       | 22,67            | 465 (2022)                        | 21                 | modifier les données · modifier les données |
| Lardier-et-Valença              | 05071      | CA Gap-Tallard-Durance       | 14,86            | 371 (2022)                        | 25                 | modifier les données · modifier les données |
| Lettret                         | 05074      | CA Gap-Tallard-Durance       | 4,20             | 199 (2022)                        | 47                 | modifier les données · modifier les données |
| Neffes                          | 05092      | CA Gap-Tallard-Durance       | 8,36             | 783 (2022)                        | 94                 | modifier les données · modifier les données |
| Pelleautier                     | 05100      | CA Gap-Tallard-Durance       | 12,81            | 839 (2022)                        | 65                 | modifier les données · modifier les données |
| Rambaud                         | 05113      | CC Serre-Ponçon Val d'Avance | 10,71            | 407 (2022)                        | 38                 | modifier les données · modifier les données |
| Saint-Étienne-le-Laus           | 05140      | CC Serre-Ponçon Val d'Avance | 8,66             | 335 (2022)                        | 39                 | modifier les données · modifier les données |
| La Saulce                       | 05162      | CA Gap-Tallard-Durance       | 7,89             | 1 375 (2022)                      | 174                | modifier les données · modifier les données |
| Sigoyer                         | 05168      | CA Gap-Tallard-Durance       | 24,38            | 739 (2022)                        | 30                 | modifier les données · modifier les données |
| Valserres                       | 05176      | CC Serre-Ponçon Val d'Avance | 11,92            | 285 (2022)                        | 24                 | modifier les données · modifier les données |
| Vitrolles                       | 05184      | CA Gap-Tallard-Durance       | 14,62            | 217 (2022)                        | 15                 | modifier les données · modifier les données |
| Canton de Tallard               | 0514       |                              | 253,97           | 10 984 (2022)                     | 43                 | modifier les données                        |

## Démographie

### Démographie avant 2015
| 1962  | 1968  | 1975  | 1982  | 1990  | 1999  | 2006  | 2011  | 2012  |
| ----- | ----- | ----- | ----- | ----- | ----- | ----- | ----- | ----- |
| 2 668 | 2 762 | 2 892 | 3 346 | 3 783 | 4 588 | 5 792 | 6 268 | 6 306 |

### Démographie depuis 2015
En 2022, le canton comptait 10 984 habitants, en évolution de +6,14 % par rapport à 2016 (Hautes-Alpes : +0,4 %, France hors Mayotte : +2,11 %).
| 2013  | 2018   | 2022   |
| ----- | ------ | ------ |
| 9 832 | 10 566 | 10 984 |